# Quip
Quip es un paquete de software de productividad colaborativa para dispositivos móviles y la Web. Permite que grupos de personas creen y editen documentos y hojas de cálculo como grupo, generalmente con fines comerciales.

## Historia
Quip fue fundado por Bret Taylor, cocreador de Google Maps, director ejecutivo de FriendFeed y ex director de tecnología de Facebook, junto con Kevin Gibbs, quien fundó Google App Engine. Taylor fundó la empresa en 2012, después de dejar su puesto en Facebook. Aproximadamente un año después, Quip se lanzó al público como una herramienta centrada en dispositivos móviles para crear notas, listas y documentos compartidos. La aplicación fue bien recibida y ganó elogios como una de las mejores aplicaciones del año de Time, The Next Web, y The Guardian.
En 2015, Quip anunció que había recibido una ronda de financiación de 30 millones de dólares dirigida por Greylock Partners.
En julio de 2016, Salesforce anunció la adquisición de Quip por un total estimado de $750 millones.
En enero de 2017, Quip adquirió el estudio de diseño Unity & Variety.

## Características
El núcleo de Quip proporciona funciones de procesamiento de textos y hojas de cálculo, accesibles a través de la Web, una aplicación para iOS y una aplicación para Android. Junto con todos los documentos en Quip, hay un historial de actualizaciones en vivo de las ediciones realizadas, así como la capacidad de resaltar partes de un documento y agregar comentarios, lo que facilita la colaboración. En 2015, Quip también agregó salas de chat independientes.